# József Hampel
József Hampel (également appelé Joseph Hampel) est un archéologue et conservateur de musée hongrois. 

## Biographie
József Hampel est issu d'une famille allemande. Il a fréquenté le gymnasium de Pest et a d'abord étudié le droit. En 1868, il publia sa thèse sur la dignité du ban (gouverneur d'un banat), qui joua un rôle important dans le compromis croato-hongrois. Il se tourna ensuite vers des études d'archéologie. En 1870, il publie sa thèse Aquincum történetének vázlatát (Aperçu de l'histoire d'Aquincum) et commença la même année à travailler au département des monnaies et des antiquités du Musée national hongrois. 
En 1876, il fut secrétaire d'un congrès international d'archéologie à Budapest, dont il publia les actes en français avec Flóris Rómer (de). La même année, il organisa une exposition archéologique nationale dont il publia le catalogue également en français . Il obtint son habilitation en 1877 et fut nommé professeur associé en 1880. Il donnait ses cours en début de matinée et commençait ensuite à travailler au Musée national, où il était entre-temps devenu chef du département des monnaies et des antiquités. En 1890, il succéda à Károly Torma (de) en tant que professeur titulaire d'archéologie classique à l'université Loránd-Eötvös. 
Ses recherches se sont concentrées sur l'âge du bronze, l'art de l'Antiquité, en particulier l'orfèvrerie, l'archéologie provinciale romaine, en particulier la Pannonie, et la domination des Avars dans la Plaine pannonienne, pour laquelle il a déduit de nouvelles connaissances sur la base de données purement archéologiques. Il s'est également intéressé aux problèmes des migrations et de la culture quotidienne en Hongrie. Il s'est efforcé de passer en revue l'ensemble du matériel disponible et de le traiter de manière scientifique. L'édition allemande de son résumé de travail est devenue un ouvrage de référence dans la littérature archéologique internationale. L'un de ses élèves était Bálint Kuzsinszky (de). 
Son travail scientifique lui a valu le titre de Hofrat (de) (conseiller de cour).
En 1883, il épousa Polixénia Pulszky, la fille de l'archéologue et homme politique hongrois Ferenc Pulszky (de), qui était également archéologue et historienne de l'art, ainsi qu'écrivain. Ils eurent trois fils et une fille. József Hampel a été enterré à Budapest au cimetière national de Fiumei út dans une tombe avec Ferenc Pulszky, Theresa Pulszky (en) et d'autres personnes, conçue par le sculpteur Gyula Donáth (en). Une plaque commémorative réalisée en 1914 par le sculpteur István Tóth est exposée au musée Aquincum.